# براونز پوینت (واشینگتن)
براونز پوینت (به انگلیسی: Browns Point) یک منطقهٔ مسکونی در ایالات متحده آمریکا است که در شهرستان پیرس، واشینگتن واقع شده‌است. براونز پوینت ۱٬۱۹۸ نفر جمعیت دارد.